# Хохол
Хохол — етнофолізм, зневажлива назва українця, вживана на побутовому рівні серед росіян. У російській пресі та рунеті етнонім «хохли» має найвищий індекс згадуваності з-поміж усіх інших етнонімів.
Ця назва з'явилась у XVII столітті й могла походити від оселедця — характерної зачіски в козаків.
Від цього слова походять і образливі російські назви України — Хохляндія, Хохландія та Хохлостан.

## Етимологія
Українське слово хохо́л («чуб, пелех») походить від давньоруського *хохолъ, яке зафіксовано в формі особистого імені Хохолъ (XV ст.) та назви риби хохолъкъ («йорж»). Далі зводиться до прасл. *xoxolъ, від якого також виникли споріднені слова в інших слов'янських мовах: рос. хохо́л («задертий (на голові) жмут волосся або пір'я»), біл. хахо́л («чуб, хохол»), болг. хо̂́ха̣л, чеськ. chochol і словац. chochol («хохол, пучок пір'я чи волосся на голові»), пол. chochoł, chochół («чуб, кінець снопа, пучок»), в.-луж. khochoł, н.-луж. chochoł («верхівка, пагорб, чуб»), полаб. *ch’üöch’ol («чуб»). Варто зазначити, що пол. chachoł («зневажлива назва українця») є запозиченням з російської мови, і його слід не плутати з питомим chochoł.

## Використання в українській мові
Слово «хохол» у значенні «несвідомий українець» — той що зрікся самобутності приставши до тюркизму[прояснити], ляхства, москальства тощо використовують і українці. Ось як це обіграв у вірші «До українців» поет Віктор Баранов:
Українці мої! Дай вам Боже і щастя, і сил.
Можна бути хохлом, і не згіркне від того хлібина.
Тільки хто ж колись небо нахилить до ваших могил,
Як не зраджена вами, зневажена вами країна…
Версію про російське походження цього слова підтверджує слово «хохлушка» — суфікс -ушк- (-юшк-) властивий російській мові (для прикладу — старушка, дедушка, матушка, батюшка, девушка, жёнушка, Любавушка, травушка-муравушка).
У словнику Лесі Ставицької «Український жарґон» подано регіональне молодіжне значення цього слова — неформальна назва клубу XXL у місті Херсон.